# Cristian Castro en Primera fila - Día 1
Cristian Castro en Primera fila - Día 1 es el primer álbum en vivo del cantante mexicano Cristian Castro. Fue grabado en el mes de noviembre de 2012 y publicado el 2 de abril de 2013 por Sony Music Latin. Producido por Paul Forat, Matt Rolling y Áureo Baqueiro.

## Información del álbum
Los deseos de grabar un disco en vivo comenzaron por el 2000 aproximadamente, cuando Cristian hizo su primera presentación en Viña del Mar, pero no fue sino hasta 2012 que pudo materializarse. Cuenta con un total de 13 canciones, entre las que se encuentran 5 inéditas y nuevas versiones de sus éxitos, incluyendo duetos con Ha*Ash, Reik, Leonel García y Verónica Castro. 
Además, para este álbum Cristian incursiona por primera vez en el género salsa y es gracias a la versión del tema "Volver a amar". 

## Lista de canciones
| N.º   | Título                                                    | Compositor(es)                                           | Duración |  |
| 1.    | «Enamorados (Inédita)»                                    | Koko Stambuk                                             | 3:20     |  |
| 2.    | «Vuelveme a querer»                                       | Jorge Avendaño Lührs                                     | 4:50     |  |
| 3.    | «Mañana, mañana»                                          | Alberto Aguilera Valadez                                 | 3:59     |  |
| 4.    | «Te amaré más allá feat. Ha*Ash (Inédita)»                | Áureo Baqueiro                                           | 3:20     |  |
| 5.    | «Nunca voy a olvidarte»                                   | Roberto Belester                                         | 3:57     |  |
| 6.    | «Para empezar feat. Leonel García»                        | Leonel García                                            | 4:11     |  |
| 7.    | «Así era ella (Inédita)»                                  | Pablo Preciado                                           | 3:17     |  |
| 8.    | «Azul»                                                    | Kike Santander · Gustavo Santander                       | 3:12     |  |
| 9.    | «Medley» feat. Verónica Castro: «Aprendí a llorar» «Ven»» | Lolita de la Colina                                      | 3:55     |  |
| 10.   | «Volver a amar»                                           | Kike Santander                                           | 4:29     |  |
| 11.   | «Para que te vayas (Inédita)»                             | Jorge Akústiko • Áureo Baqueiro                          | 3:37     |  |
| 12.   | «Es mejor así feat. Reik»                                 | Guiseppe Dati · Raffaele Riefoli (Adpt: Barra da Tujica) | 3:38     |  |
| 13.   | «Agua nueva»                                              | Jorge Macías                                             | 4:26     |  |
| 50:23 |                                                           |                                                          |          |  |

## Posicionamiento en listas
| Listas (2013)     | Mejor posición |
| ----------------- | -------------- |
| Argentina (CAPIF) | 1              |

## Certificaciones
| País   | Organismo certificador | Certificación | Ventas certificadas | Ref   |
| ------ | ---------------------- | ------------- | ------------------- | ----- |
| México | AMPROFON               | Platino       | 60 000              | [ 2 ] |